# Citroenbrandewijn
Citroenbrandewijn is een typische Nederlandse alcoholische drank. Het lijkt op citroenjenever maar is meer gezoet. Aan het distillaat van alcohol worden kruiden en citroenschillen toegevoegd. Ook kan karamel gebruikt worden om het een donkerdere kleur en vollere smaak te geven. Het alcoholpercentage ligt rond de 20 procent. De smaak is zoet en zacht te noemen.
De drank wordt wel vergeleken met de Italiaanse limoncello die echter een hoger alcoholpercentage heeft (25-36%).